# Naturlig fordran
En naturlig fordran är en fordran som blivit föremål för preskription eller preklusion. Med en naturlig fordran avses en fordran som inte kan utkrävas på vanligt sätt. Eftersom talerätten bortfaller medan fordrans själva kärna anses finnas kvar i oförändrat skick kan den naturliga fordran inte drivas in eller bli föremål för någon prövning som kan leda till en exigibel fordran. Den kan däremot göras gällande i ställd pant eftersom man inte behöver väcka talan för att tillgodogöra sig ur ställd pant. Den kan även göras gällande mot gäldenären såsom invändning om kvittningsgill motfordran från ett krav från denne. 